# Penares scabiosus
Espèce
Penares scabiosus est une espèce d'éponges de la famille des Geodiidae.

## Distribution
L'espèce est décrite des îles Galápagos, dans l'Océan Pacifique.

## Systématique
L'espèce Penares scabiosus est décrite en 1997 par Ruth Desqueyroux-Faúndez et Rob W. M. van Soest.